# Michel Dufour (kinésithérapeute)
Pour les articles homonymes, voir Michel Dufour et Dufour.
Michel Dufour, né en 1945, est un kinésithérapeute français, cadre de santé et enseignant en kinésithérapie. 
Il est l’auteur d’Anatomie de l’appareil locomoteur (3 tomes, éditions Elsevier-Masson), ouvrage de référence pour enseigner l’anatomie dans la formation initiale de kinésithérapie en France, traduit dans de nombreuses langues. Michel Dufour est également auteur d’autres ouvrages de référence sur les bases fondamentales de la kinésithérapie comme Biomécanique fonctionnelle (éditions Elsevier-Masson) ou Massages et Massothérapie (éditions Maloine).
« On dit qu’un enseignant ne remplit pas un vase mais qu’il allume un feu : dans mes formations, j’essaie de refléter cette démarche qui donne une part essentielle à la relation humaine », explique Michel Dufour pour traduire sa passion de l’enseignement.

## Biographie
Michel Dufour a été initialement formé à l’École de formation d’orthopédie et de massage (EFOM) dirigée par Boris Dolto. Ce dernier a fortement influencé Michel Dufour par son sens de l’observation, ses qualités relationnelles et d’écoute des patients. Michel Dufour était proche aussi d’Eric Viel, acteur clé pour le développement de l’approche scientifique de la kinésithérapie en France et directeur de l’école des cadres de santé du Bois Larris (décédé en 2009).
Il obtient en 1965 son diplôme d’État de masseur-kinésithérapeute et en 1980 un certificat de cadre en kinésithérapie (M.C.M.K.) à Bois Larris puis en 1982 un D.U. de biomécanique (Paris XII-Créteil) et en 1998 un D.U. d’Anatomie clinique et Organogénèse (Paris V-Descartes). Enfin en 2013, il passe un Master 2 en ingénierie de la santé, section ingénierie de la rééducation, du handicap et de la performance motrice.
Après quinze années de pratique libérale à Annecy, Michel Dufour est sollicité par Boris Dolto pour prendre un poste d’enseignant à Paris. Progressivement, il s’y consacre entièrement. Responsable des cours d’anatomie, il constate un véritable manque de méthodes pédagogiques efficaces pour enseigner cette matière essentielle aux kinésithérapeutes.
Michel Dufour entreprend alors la rédaction des 3 tomes d’Anatomie de l’appareil locomoteur (membre inférieur, membre supérieur, tête et tronc). Il est le premier kinésithérapeute auteur d’un ouvrage complet d’anatomie de l’appareil locomoteur[réf. nécessaire], discipline jusque-là dominée par les médecins (chirurgiens orthopédistes, radiologues...). Il aborde l’anatomie avec une nouvelle approche corrélée à son métier : la compréhension logique de la structure en lien avec la fonction et la mécanique humaine, mettant toujours l’accent sur les considérations cliniques. Le livre innove aussi par ses qualités pédagogiques[réf. nécessaire] : les textes sont organisés en tableaux synthétiques et illustrés par de très nombreux croquis réalisés par l’auteur. Publié aux éditions Elsevier-Masson, le livre a un succès immédiat et pérenne[réf. nécessaire]. Il devient rapidement le livre de référence en anatomie dans la plupart des écoles de kinésithérapie en France.[réf. nécessaire]
En 2007, Michel Dufour publie, avec la collaboration de Michel Pillu, Biomécanique fonctionnelle, ouvrage de 600 pages illustrées de plus de 1000 croquis. Il est réédité en 2017 en intégrant deux autres collaborateurs : Karine Langlois et Santiago del Valle Acedo, tous les deux kinésithérapeutes et enseignants à l’EFOM.
Entre 2009 et 2013, il a publié les 3 tomes de Masso-kinésithérapie et thérapie manuelle pratiques (Elsevier-Masson), avec la collaboration de Patrick Colné et Stéphane Barsi. En 2013, il publie Anatomie des organes et viscères : Tête, Cou et Tronc, chez Elsevier-Masson. Dans la continuité d’Anatomie de l’appareil locomoteur, ce dernier ouvrage garde le même souci de présentation par tableaux synoptiques, chacun étant illustré d’un ou plusieurs croquis explicatifs.
En 2015, Michel Dufour fonde l’Institut d’anatomie clinique appliquée - Applicanat avec Serge Tixa, auteur pionnier dans l’anatomie palpatoire, et Santiago del Valle Acedo. Applicanat est une structure de formation continue en anatomie (palpatoire, morphologique, dissection) pour affiner et approfondir l'examen clinique et la pratique manuelle.
Par ailleurs, Michel Dufour enseigne régulièrement à l’IFMK (Institut de formation en masso-kinésithérapie) de l’EFOM ainsi que, plus ponctuellement, aux IFMK de l’APHP, Berck-sur-Mer, Rennes et à l’HEK (Haute École de kinésithérapie) de Casablanca.

## Publications

### Principaux articles
- Kinésithérapie du couple de torsion du pied, revue Salon de rhumatologie, 1991
- Le Massage, Paris, Elsevier, Encyclopédie médico-chirurgicale, 1996
- Nouvelle nomenclature anatomique, Paris, Kinésithérapie scientifique, 1997
- Recherche de mobilités en glissements sagittaux dans l’articulation radio-ulnaire supérieure[4], Kinésithérapie la revue, 7/04/08, avec Marc Neumayer, Michel Pillu
- Massage du pied[5], EMC Podologie, 27-130-A-40, 7/08/09
- Biomécanique du membre inférieur[6], EMC podologie, 27-010-A-20, 31/01/12, avec J.-M. Samper et S. Devau
- Questions d’anatomie, la réponse par croquis, Elsevier-Masson, La Revue : articles parus mensuellement à partir d’octobre 2013
- Articulation du coude[7], Kinésithérapie la revue, 6/05/15
- Méthodologie, techniques spécifiques et remarques à propos de la palpation au cours de l’examen clinique (publication en cours)

### Œuvres
- Kinésithérapie, 4 tomes, co-auteur, Flammarion, 1984 (traduit en espagnol, portugais-brésilien, italien)
- Massothérapie : Effets, Techniques et Applications[8], Maloine, 1999 (3e édition en 2016, traduit en portugais)
- Lexique des termes anatomiques de l’appareil locomoteur, Elsevier-Masson, 2001.
- Anatomie de l’appareil locomoteur (3 tomes)[9], Elsevier-Masson, 2002, dernière édition en 2015-2016.
- Biomécanique fonctionnelle, Elsevier-Masson, 2007 (réédité en 2017 ; traduit en traduit en espagnol, portugais, italien)
- Dictionnaire de kinésithérapie et réadaptation[10], (avec M. Gedda), Maloine, 2007
- Masso-kinésithérapie et thérapie manuelle pratiques[11], (3 tomes), Elsevier-Masson 2013
- Anatomie des organes et viscères : tête, cou et tronc[12], Elsevier-Masson, 201